# Rotamorphina
Rotamorphina es un género de foraminífero bentónico de la subfamilia Serovaininae, de la familia Bagginidae, de la superfamilia Discorboidea, del suborden Rotaliina y del orden Rotaliida. Su especie tipo es Rotamorphina cushmani. Su rango cronoestratigráfico abarca el Campaniense (Cretácico superior).

## Clasificación
Rotamorphina incluye a la siguiente especie:
- Rotamorphina cushmani †